# 하일주
하일주(아랍어: حائل)는 사우디아라비아 북부에 위치한 주로, 주도는 하일이며 면적은 103,887km2, 인구는 597,144명(2010년 기준)이다.